# NASDAQ Financial-100
NASDAQ Financial-100 е индекс на финансовите услуги създаден през 1985 г. като дъщерен индекс на NASDAQ-100.
NASDAQ Financial-100, разработен от NASDAQ, включва компании, които се занимават с банково дело, застраховане, ипотека и търговия с ценни книжа. Той също така включва акции на NASDAQ.

## Критерии за подбор
За да кандидатства за членство в индекс, една компания трябва да отговаря на следните стандарти:
- Тя трябва да участва в една от следните категории: банково дело, застраховане, търговия с ценни книжа, посредничество, ипотека, събиране на дългове и недвижими имоти.
- Трябва да се задържи на NASDAQ в продължение на три месеца.
- Трябва да е актуална по отношение на документите на SEC.
- Тя не може да фалира.

Ако една компания има няколко класа акции, всички класове, които отговарят на стандартите за минимална пазарна капитализация, ще бъдат включени. В момента обаче всички компании в индекса имат само един клас акции.
За разлика от индекса NASDAQ-100, няма изискване за минимално тегло.
Подобно на NASDAQ-100, индексът се ребалансира ежегодно, но през юни. Ако индексен компонент след преизчисление попадне между позиции от 101 до 125, дава се година за връщане на позицията; ако една компания продължава да не спазва на този стандарт, нейните акции се изхвърлят. Всеки компонент, който не е в топ 125 към момента на ребалансирането, се изхвърля.Свободните места в индекса се попълват от компании, които не са включени в индекса и са с най-висок рейтинг.
За разлика от NASDAQ-100, където промените се обявяват предварително, промените в NASDAQ Financial-100 не се публикуват от NASDAQ.